# Gerhard Bosinski (Theologe)
Gerhard Ernst Bosinski (* 22. Oktober 1911 in Hammer (Netzekreis); † 12. April 1985 in Berlin) war ein deutscher evangelischer Theologe.

## Leben
Gerhard Bosinski wuchs in Mecklenburg auf. Er studierte Theologie an der Universität Rostock. 1937 legte er sein erstes kirchliches Examen ab und begann ein Vikariat in Gadebusch. Er hatte Kontakte zur Bekennenden Kirche und weigerte sich 1936 wegen der Nähe der mecklenburgischen Landeskirche zu den Deutschen Christen, sein zweites kirchliches Examen in Mecklenburg abzulegen. Er legte das Examen in Hannover ab. Es wurde aber von der mecklenburgischen Landeskirche nicht anerkannt, so dass er keine Pfarrstelle erhielt. Er wurde 1936 als Vikar mit der Verwaltung der Pfarrei Woosten beauftragt. Wegen seiner kritischen Haltung gegenüber der Kirchenleitung wurde ihm diese Stelle 1939 gekündigt und eine weitere Anstellung in der mecklenburgischen Landeskirche ausgeschlossen, so dass er mit seiner Frau und zwei Kindern vor der Mittellosigkeit stand. Die Räumung der ebenfalls gekündigten Wohnung wurde durch seine Einberufung zur Wehrmacht verhindert, in der er als Soldat und später als Militärpfarrer diente.
Nach dem Zweiten Weltkrieg wurde er Domprediger am Güstrower Dom, wo er sich vor allem in der Jugendarbeit engagierte, was ihm das Misstrauen der DDR-Behörden einbrachte. Er konnte seine Karriere in der Kirche jedoch fortsetzen und wurde 1959 Landessuperintendent des Kirchenkreises Stargard in Neustrelitz.
1967 wurde er an der Theologischen Fakultät der Universität Rostock mit der Arbeit Das Schrifttum Joachim Slüters zum Dr. theol. promoviert.
1968 wurde er zum Direktor des Werkes Innere Mission und Hilfswerk der DDR berufen, die 1969 zum Diakonischen Werk – Innere Mission und Hilfswerk – der Evangelischen Kirchen in der DDR vereint wurden. 1976 wurde Gerhard Bosinski pensioniert, sein Nachfolger wurde Ernst Petzold.
Gerhard Bosinski und seine Ehefrau Ilse Bosinski hatten acht Kinder. Sein ältester Sohn ist der Prähistoriker Gerhard Bosinski, sein jüngster Sohn der Sexualmediziner Hartmut Bosinski. Ilse Bosinski schrieb ihre Erlebnisse an der Seite ihres Mannes in der Autobiografie Bitter oder Süß nieder.

## Schriften
- Dom des Nordens. Evangelische Verlags-Anstalt, Berlin 1954. 2. Auflage 1963.
- Handbuch zum Evangelischen Kirchengesangbuch. Band 1, Teil 1: Anhalt, Mecklenburg. Evangelische Verlags-Anstalt, Berlin 1956.
- Mien Dom. Evangelische Verlags-Anstalt, Berlin 1970. 6. Auflage 1986.
- Das Schrifttum des Rostocker Reformators Joachim Slüter. Dissertation. Theologische Fakultät der Universität Rostock 1967. Vandenhoeck und Ruprecht, Göttingen 1971, ISBN 3-525-55332-3.
- Güstrow und seine Kirchen. Evangelische Verlags-Anstalt, Berlin 1980. 2. Auflage 1982.

Herausgeberschaft
- Der Mitarbeiter. Informationen für die Fachgebiete der Diakonie. Hrsg. Innere Mission und Hilfswerk der Evangelischen Kirchen in der DDR. Evangelische Verlags-Anstalt, Berlin 1973.
- Zur Antwort bereit. Missionarisch-diakonische Arbeit der Evangelischen. Landes- und Freikirchen in der DDR. Evangelische Verlags-Anstalt, Berlin 1977.
- Paul Toaspern, Gottfried Wolff: Stille vor Gott. Hrsg. Innere Mission und Hilfswerk der Evangelischen Kirchen in der DDR. Evangelische Verlags-Anstalt, Berlin 1977.
- mit Paul Toaspern: Wer mir dienen will. Evangelische Verlags-Anstalt, Berlin 1978. 2. Auflage 1981.